# Cortandone
Cortandone – miejscowość i gmina we Włoszech, w regionie Piemont, w prowincji Asti.
Według danych na styczeń 2017 gminę zamieszkiwały 331 osoby przy gęstości zaludnienia 65,89 os./1 km².